# K7023/7024次列車
K7023/7024次列車（中国語: K7023/7024次列车）とは、ロシア連邦沿海地方ウラジオストク及びハバロフスク地方ハバロフスクと中華人民共和国黒竜江省ハルビン市を結ぶ、ロシア鉄道が運行する優等列車である。
（2015年11月）現在、中国国内区間は毎日運行されているが、国際区間については時刻表に時刻が掲載されているのみで、2013年4月以降運行実績がなく、事実上廃止状態となっている。

## 概要
1993年6月1日に運行を開始した。途中、シベリア鉄道と浜綏線を経由し、その運行距離はウラジオストク発着列車は768km、ハバロフスク発着列車は1,310kmである。中国国内列車については中国国鉄25G系客車が使用され、ハルビン鉄路局ハルビン客運段の乗務員が乗務し、毎日運行されている。国際列車については週2本運行され、国内列車に2輛のロシア鉄道所属MECT36系客車が連結され、綏芬河駅で切り離される。ロシア入国後、ウスリースクでウラジオストク行きとハバロフスク行きの客車は切り離され、ウラジオストク行きは351/352列車、ハバロフスク行きはオケアン号に併結され、それぞれ終点まで運行される。なお、乗務員はロシア鉄道の乗務員が担当する。ウラジオストク発ハルビン東行きの列車は毎週月曜日、木曜日にウラジオストク駅を発車し、所要時間は40時間50分で、水曜日、土曜日にハルビン東駅に到着する。列車番号は351（K7024次）である。ハルビン東発ウラジオストク行きの列車は毎週水曜日、土曜日にハルビン東駅を発車し、所要時間は33時間03分で、金曜日、月曜日にウラジオストク駅に到着する。列車番号は352（K7023次）である。ハバロフスク発ハルビン東行きの列車は毎週月曜日、木曜日にハバロフスク駅を発車し、所要時間は37時間13分で、水曜日、土曜日にハルビン東駅に到着する。列車番号は006（K7024次）である。ハルビン東発ハバロフスク行きの列車は毎週水曜日、土曜日にハルビン東駅を発車し、所要時間は32時間03分で、金曜日、月曜日にハバロフスク駅に到着する。列車番号は005（K7023次）である。

## 歴史
1992年10月9日、中国、ベトナム、北朝鮮、モンゴルとロシアの5国が、北京で鉄道国際連絡運輸旅客列車時刻表取決め会議（铁路商定国际联运旅客列车时刻表会议）を開催した。会議の結果、ハルビン～ウラジオストク、ハバロフスク間を連絡する列車を毎週2往復、2輛編成で運行することが取り決められた。1993年6月1日、ハルビン～ウラジオストク、ハバロフスク国際連絡列車の運行が開始されたが、この時は中露それぞれ自国内のみの運行で、乗客は綏芬河駅での乗り換えが必要であった。
1993年8月23日、中露国境鉄道聯合委員会会議がハバロフスクで開かれ、ハルビン～ウラジオストク、ハバロフスク間直通列車の運行開始について、中露両国間で合意が得られた。9月末には双方の専門家で協議が行われ、翌1995年3月9日、ハルビン～ウラジオストク、ハバロフスク間直通列車の運行が開始された。直通列車は毎週2往復、ロシア鉄道が担当することが取り決められた。
しかし2013年4月以降、国際列車については運行実績がなく、事実上廃止状態となっている。これは乗客の少なさに起因するもので、作家の下川裕治が2010年夏、K7023/7024次列車にウラジオストクから乗車した際、ウスリースク発車直後にいた乗客は下川ら2名とオランダ人旅行者1名のみで、ハバロフスク始発客車は無人であった。

## 列車編成

### 牽引機
K7023/7024次列車の中国国内区間では、ハルビン鉄路局三棵樹機務段所属の東風4D型ディーゼル機関車が使用される。ハルビン～綏芬河間の運行乗務員は三棵樹機務段所属の機関士が乗務する。
| 運行区間    | ウラジオストク/ハバロフスク ↔ 綏芬河   | 綏芬河 ↔ ハルビン東                 |
| 機関車 所属 | TEP70 極東鉄道管理局ウスリースク機務段 | 東風4D型 ハルビン鉄路局三棵樹機務段 |

### 客車
K7023/7024次列車にはハルビン鐵路局三棵樹車輛段所属の25G系客車、25B系客車と24系客車が使用されている。ハルビン～綏芬河間は毎日運行され、列車は12輛編成で、硬臥車（2等寝台車）6輛、2階建て硬座車（2等座席車）2輛、軟臥車（1等寝台車）2輛、荷物車及び電源車各1輛から成っている。ハルビン～ウラジオストク、ハバロフスク間の国際列車は2輛の硬臥で編成され、ロシア鉄道のМЕСТ-36型客車が使用されている。
| 運行区間   | ハルビン東↔綏芬河 | ハルビン東↔綏芬河                  | ハルビン東↔綏芬河          | ハルビン東↔綏芬河         | ハルビン東↔綏芬河          | ハルビン東↔綏芬河 | ハルビン東↔ハバロフスク     | ハルビン東↔ウラジオストク   |
| 号車番号   | 1                 | 2-3                                | 4-7                        | 8-9                       | 10-11                      | 12                | なし                        | なし                        |
| 車輛の種類 | XL25G 荷物車      | SYZ25B 2階建て硬座車 （2等座席車） | YW25G 硬臥車 （2等寝台車） | RW24 軟臥車 （1等寝台車） | YW25G 硬臥車 （2等寝台車） | KD25G 電源車      | MECT36 硬臥車 （2等寝台車） | MECT36 硬臥車 （2等寝台車） |

## 時刻表
2013年7月現在。なお、ロシア領内は全てモスクワ時間で記してあり、北京時間との時差は5時間、ウラジオストク時間との時差は7時間である。
K7023/7024次列車はウスリースク、グロデゴヴォ、綏芬河で長時間停車する。ウスリースクで停車中、客車は駅構内の引き込み線に入れられるが、乗務員に依頼すれば乗客は自由に外出することができる。グロデコヴォでは、乗客は客車から降ろされ、駅の待合室で待機することになり、外出は許可されない。綏芬河では入国審査後、外出することができるが、一旦外出すると出発15分前まで客車に戻ることはできない。
| K7024次 （ハルビン東行き） | K7024次 （ハルビン東行き） | K7024次 （ハルビン東行き） | K7024次 （ハルビン東行き） | K7024次 （ハルビン東行き） | 停車駅         | K7023次 （ウラジオストク・ハバロフスク行き） | K7023次 （ウラジオストク・ハバロフスク行き） | K7023次 （ウラジオストク・ハバロフスク行き） | K7023次 （ウラジオストク・ハバロフスク行き） | K7023次 （ウラジオストク・ハバロフスク行き） |
| 走行距離                   | 曜日                       | 352 （ウラジオストク発）   | 005 （ハバロフスク発）     |                            | 停車駅         |                                              | 351 （ウラジオストク行き）                   | 006 （ハバロフスク行き）                     | 曜日                                         | 走行距離                                     |
| -------------------------- | -------------------------- | -------------------------- | -------------------------- | -------------------------- | -------------- | -------------------------------------------- | -------------------------------------------- | -------------------------------------------- | -------------------------------------------- | -------------------------------------------- |
| 0                          | 月曜/木曜                  | 09:22                      | -                          | 発                         | ウラジオストク | 着                                           | 04:23                                        | -                                            | 金曜/月曜                                    | 768                                          |
| 0                          | 月曜/木曜                  | -                          | 14:00                      | 発                         | ハバロフスク   | 着                                           | -                                            | 00:30                                        | 金曜/月曜                                    | 1310                                         |
| 112/654                    | 火曜/金曜                  | 11:33                      | 22:45                      | 着                         | ウスリースク   | 発                                           | 02:04                                        | 15:37                                        | 木曜/日曜                                    | 656                                          |
| 112/654                    | 火曜/金曜                  | 02:00                      | 02:00                      | 発                         | ウスリースク   | 着                                           | 13:28                                        | 13:28                                        | 木曜/日曜                                    | 656                                          |
| 208/750                    | 火曜/金曜                  | 04:15                      | 04:15                      | 着                         | グロデコヴォ   | 発                                           | 11:15                                        | 11:15                                        | 木曜/日曜                                    | 560                                          |
| 208/750                    | 火曜/金曜                  | 08:43                      | 08:43                      | 発                         | グロデコヴォ   | 着                                           | 05:53                                        | 05:53                                        | 木曜/日曜                                    | 560                                          |
| 229/771                    | 火曜/金曜                  | 15:04                      | 15:04                      | 着                         | 綏芬河         | 発                                           | 09:30                                        | 09:30                                        | 木曜/日曜                                    | 539                                          |
| 229/771                    | 火曜/金曜                  | 21:10                      | 21:10                      | 発                         | 綏芬河         | 着                                           | 07:47                                        | 07:47                                        | 木曜/日曜                                    | 539                                          |
| 254/796                    | 火曜/金曜                  | 21:20                      | 21:20                      | 着                         | 綏陽           | 発                                           | 07:09                                        | 07:09                                        | 木曜/日曜                                    | 514                                          |
| 254/796                    | 火曜/金曜                  | 21:22                      | 21:22                      | 発                         | 綏陽           | 着                                           | 07:07                                        | 07:07                                        | 木曜/日曜                                    | 514                                          |
| 266/808                    | 火曜/金曜                  | 22:01                      | 22:01                      | 着                         | 綏西           | 発                                           | 06:52                                        | 06:52                                        | 木曜/日曜                                    | 502                                          |
| 266/808                    | 火曜/金曜                  | 22:08                      | 22:08                      | 発                         | 綏西           | 着                                           | 06:50                                        | 06:50                                        | 木曜/日曜                                    | 502                                          |
| 292/834                    | 火曜/金曜                  | ↓                          | ↓                          | 着                         | 太嶺           | 発                                           | 06:14                                        | 06:14                                        | 木曜/日曜                                    | 476                                          |
| 292/834                    | 火曜/金曜                  | ↓                          | ↓                          | 発                         | 太嶺           | 着                                           | 06:05                                        | 06:05                                        | 木曜/日曜                                    | 476                                          |
| 302/844                    | 火曜/金曜                  | ↓                          | ↓                          | 着                         | 紅房子         | 発                                           | 05:49                                        | 05:49                                        | 木曜/日曜                                    | 466                                          |
| 302/844                    | 火曜/金曜                  | ↓                          | ↓                          | 発                         | 紅房子         | 着                                           | 05:48                                        | 05:48                                        | 木曜/日曜                                    | 466                                          |
| 315/857                    | 火曜/金曜                  | ↓                          | ↓                          | 着                         | 馬橋河         | 発                                           | 05:32                                        | 05:32                                        | 木曜/日曜                                    | 453                                          |
| 315/857                    | 火曜/金曜                  | ↓                          | ↓                          | 発                         | 馬橋河         | 着                                           | 05:30                                        | 05:30                                        | 木曜/日曜                                    | 453                                          |
| 324/866                    | 火曜/金曜                  | ↓                          | ↓                          | 着                         | 下城子         | 発                                           | 05:18                                        | 05:18                                        | 木曜/日曜                                    | 444                                          |
| 324/866                    | 火曜/金曜                  | ↓                          | ↓                          | 発                         | 下城子         | 着                                           | 05:10                                        | 05:10                                        | 木曜/日曜                                    | 444                                          |
| 335/877                    | 水曜/土曜                  | ↓                          | ↓                          | 着                         | 伊林           | 発                                           | 04:56                                        | 04:56                                        | 木曜/日曜                                    | 433                                          |
| 335/877                    | 水曜/土曜                  | ↓                          | ↓                          | 発                         | 伊林           | 着                                           | 04:50                                        | 04:50                                        | 木曜/日曜                                    | 433                                          |
| 347/889                    | 水曜/土曜                  | ↓                          | ↓                          | 着                         | 穆棱           | 発                                           | 04:36                                        | 04:36                                        | 木曜/日曜                                    | 421                                          |
| 347/889                    | 水曜/土曜                  | ↓                          | ↓                          | 発                         | 穆棱           | 着                                           | 04:34                                        | 04:34                                        | 木曜/日曜                                    | 421                                          |
| 422/964                    | 水曜/土曜                  | 01:16                      | 01:16                      | 着                         | 牡丹江         | 発                                           | 02:51                                        | 02:51                                        | 木曜/日曜                                    | 346                                          |
| 422/964                    | 水曜/土曜                  | 01:39                      | 01:39                      | 発                         | 牡丹江         | 着                                           | 02:33                                        | 02:33                                        | 木曜/日曜                                    | 346                                          |
| 616/1158                   | 水曜/土曜                  | 04:25                      | 04:25                      | 着                         | 一面坡         | 発                                           | ↑                                            | ↑                                            | 水曜/土曜                                    | 152                                          |
| 616/1158                   | 水曜/土曜                  | 04:27                      | 04:27                      | 発                         | 一面坡         | 着                                           | ↑                                            | ↑                                            | 水曜/土曜                                    | 152                                          |
| 636/1178                   | 水曜/土曜                  | 04:45                      | 04:45                      | 着                         | 尚志           | 発                                           | ↑                                            | ↑                                            | 水曜/土曜                                    | 132                                          |
| 636/1178                   | 水曜/土曜                  | 04:47                      | 04:47                      | 発                         | 尚志           | 着                                           | ↑                                            | ↑                                            | 水曜/土曜                                    | 132                                          |
| 715/1257                   | 水曜/土曜                  | 05:58                      | 05:58                      | 着                         | 玉泉           | 発                                           | ↑                                            | ↑                                            | 水曜/土曜                                    | 53                                           |
| 715/1257                   | 水曜/土曜                  | 06:02                      | 06:02                      | 発                         | 玉泉           | 着                                           | ↑                                            | ↑                                            | 水曜/土曜                                    | 53                                           |
| 736/1278                   | 水曜/土曜                  | 06:26                      | 06:26                      | 着                         | 阿城           | 発                                           | 22:02                                        | 22:02                                        | 水曜/土曜                                    | 32                                           |
| 736/1278                   | 水曜/土曜                  | 06:32                      | 06:32                      | 発                         | 阿城           | 着                                           | 22:00                                        | 22:00                                        | 水曜/土曜                                    | 32                                           |
| 759/1301                   | 水曜/土曜                  | 07:15                      | 07:15                      | 着                         | ハルビン       | 発                                           | 21:25                                        | 21:25                                        | 水曜/土曜                                    | 9                                            |
| 759/1301                   | 水曜/土曜                  | 07:32                      | 07:32                      | 発                         | ハルビン       | 着                                           | 21:03                                        | 21:03                                        | 水曜/土曜                                    | 9                                            |
| 765/1307                   | 水曜/土曜                  | 07:38                      | 07:38                      | 着                         | 浜江           | 発                                           | ↑                                            | ↑                                            | 水曜/土曜                                    | 3                                            |
| 765/1307                   | 水曜/土曜                  | 07:44                      | 07:44                      | 発                         | 浜江           | 着                                           | ↑                                            | ↑                                            | 水曜/土曜                                    | 3                                            |
| 768/1310                   | 水曜/土曜                  | 07:55                      | 07:55                      | 着                         | ハルビン東     | 発                                           | 20:48                                        | 20:48                                        | 水曜/土曜                                    | 0                                            |

## 脚註
1. 1 2  『2013.07 全国铁路旅客列车时刻表』 p360
2. 1 2  ★国際列車 K７０２３★　（２０１３年４月廃止）  ★大連発旅行情報発信★ ~By gb-travel~
3. ↑  “哈尔滨至符拉迪沃斯托克客运线路恢复通车 行车13小时（簡体字中国語）”. 东北网-新晚报. (2013年3月9日) 2015年11月5日閲覧。
4. ↑  下川 p80
5. ↑  『2013.07 全国铁路旅客列车时刻表』 p326
6. ↑  下川 p69, p75
7. ↑  下川 pp81-83
8. ↑  下川 p89, p97